# Carnota (Galicien)
Carnota ist eine Gemeinde an der Westküste Galiciens. In der Gemeinde liegt die Praia de Carnota, der längste Strand Galiciens.

## Geschichte
Aus der vorgeschichtlichen Zeit sind mehrere Petroglyphen erhalten. Sie wurden 1980 von einer Gruppe von Schülern entdeckt, an dem Höhenweg oberhalb der Sporthalle.
In der keltischen Epoche gab es in der Umgebung mehrere Castros. Am besten erhalten ist das Castro de Mallou, von dem noch die Grundmauern von einigen Gebäuden erkennbar sind. Die runde Struktur der befestigten Siedlung hat sich bis in die heutigen Überbauung fortgesetzt. Auch in der Parroquia Lira ist die runde Form eines ehemaligen Castro erkennbar.
Bei dem Ort Penafiel befand sich vermutlich eine keltische Kultstätte, die von dem römischen Feldherrn Lucius Sestio entweiht wurde. Bei dem Ort Chan de Lamas befand sich vermutlich ein Zinnbergwerk. Das Zinn wurde an die Phönizier verkauft.

## Bevölkerungsentwicklung der Gemeinde
Quelle: INE-Archiv - grafische Aufarbeitung für Wikipedia

## Gemeindegliederung
Die Gemeinde Carnota ist in fünf Parroquias gegliedert:
| Parroquias             | Patrozinium  | Einwohner 2024 | Fläche km² | Dichte Einw./km² | Höhe msnm | Ortskennzahl |
| ---------------------- | ------------ | -------------- | ---------- | ---------------- | --------- | ------------ |
| Lariño                 | San Martiño  | 419            | 4,97       | 84               | 103       | 15020030000  |
| Lira                   | Santa María  | 796            | 8,08       | 99               | 29        | 15020040000  |
| O Pindo                | San Clemente | 705            | 15,97      | 44               | 27        | 15020050000  |
| San Mamede de Carnota  | San Mamede   | 981            | 27,51      | 36               | 27        | 15020010000  |
| Santa Comba de Carnota | Santa Comba  | 914            | 13,76      | 66               | 14        | 15020020000  |

## Wirtschaft
| Ackerbau, Viehzucht und Fischerei                                                  | 0130  | 012,05 |
| Industrie                                                                          | 0136  | 012,60 |
| Bauwirtschaft                                                                      | 0115  | 010,66 |
| Dienstleistungsbetriebe                                                            | 0698  | 064.69 |
| Total                                                                              | 1.079 | 100,00 |
| * Daten aus dem Statistischen Amt für Wirtschaftliche Entwicklung in Galicien, IGE |       |        |

## Sehenswürdigkeiten

### Hórreos

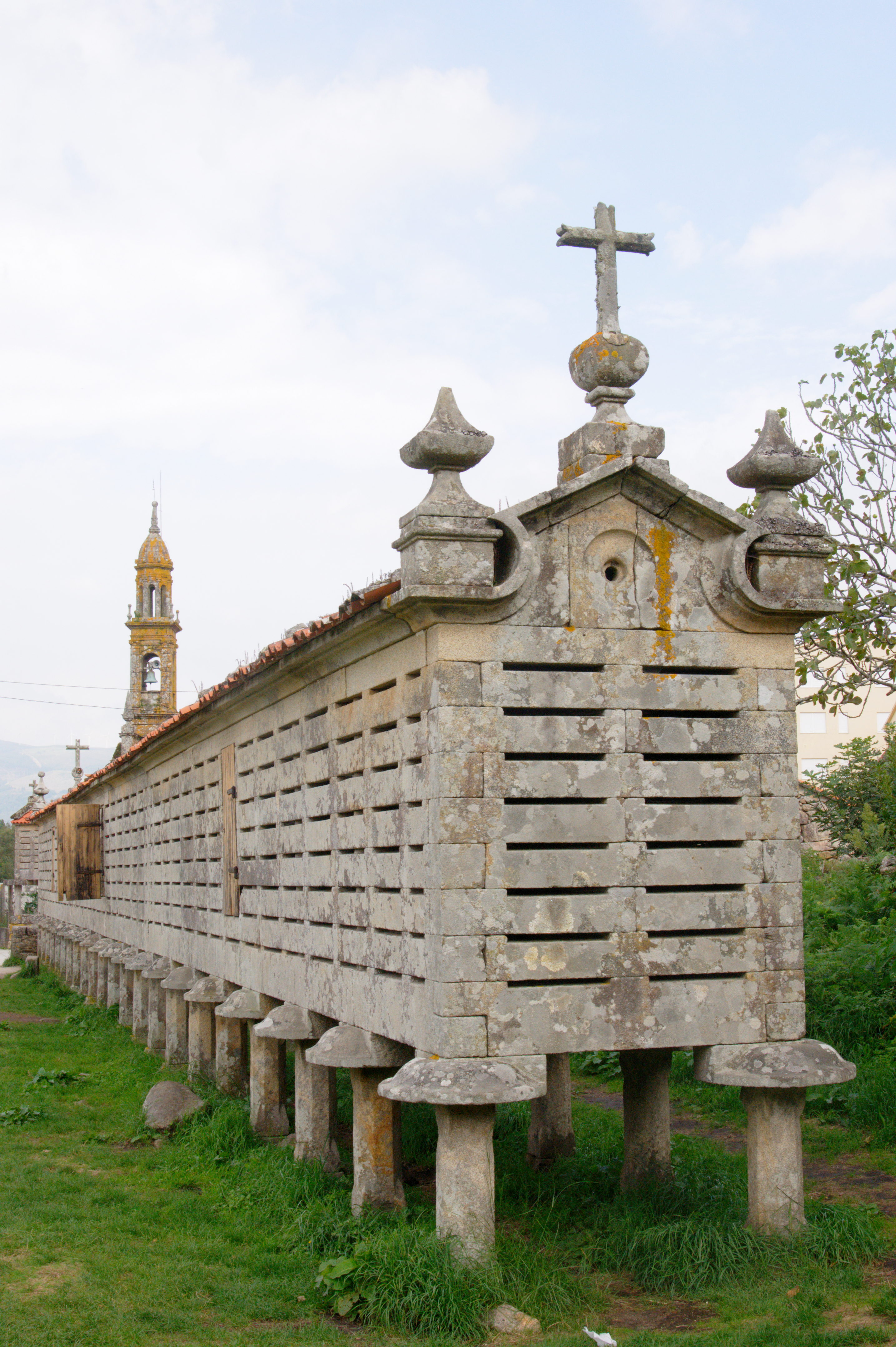
Hórreo

Bekannt ist Carnota vor allem durch seinen Hórreo, ein spanisches Nationalmonument. Dieser Hórreo de Carnota wurde 1768 begonnen und erreichte seine heutige Größe 1783. Er besteht vollständig aus Granit und hat eine Länge von 34,76 m. Er ist bekannt als der größte Hórreo Galiciens, aber der Hórreo in der Parroquia Lira ist möglicherweise noch einige Zentimeter länger. 1779 bis 1814 erbaut, und von ähnlicher Ausstattung, zeugt letzterer von der einstigen Rivalität zwischen den beiden Gemeinden. Allerdings ist er schlechter erhalten als der Hórreo de Carnota.

### Kirchen
- Die Pfarrkirche Santa Comba Carnota wurde ab 1775 im Stil des klassizistischen Barock erbaut. Der Grundriss verbindet die Form eines lateinischen Kreuzes mit der einer dreischiffigen Basilika. Der hohe Glockenturm wurde im 19. Jahrhundert erbaut. Das Altarbild im Innern ist ein Werk des Meisters Gambino Ferreiro.[4]
- In der Nähe des Rathauses liegt die 1600 erbaute, schlichte Kapelle San Gregorio.[4]
- Die Pfarrkirche in Lira, 1760 erbaut und 1825 stark umgebaut, hat ebenfalls einen beeindruckenden Glockenturm. Ebenfalls in Lira zeugt die Kapelle Virxe dos Remedios von der Verehrung der Fischer für ihre Schutzpatronin, die Heilige Jungfrau der Rettung.[4]

### Küstenlandschaft
Der 42 Kilometer lange Küstenabschnitt der Gemeinde bietet insgesamt 33 Strände und eine Reihe von Natur-Sehenswürdigkeiten.
- Der 7 km lange Strand von Carnota ist wie ein Halbmond geformt. Er ist gesäumt von Dünen, Sümpfen und einer inneren Lagune. Die Landschaft beherbergt vielfältige Pflanzen- und Tiergemeinschaften. Sie ist einer der wenigen Brutbereiche des Sandregenpfeifers in Galicien. Vogelliebhaber können viele weitere Arten von Zug- und stationären Vögeln beobachten. Im nördlichen Drittel bildet die Mündung des Baches Vadebois abwechslungsreiche Strukturen.
- Die stille Praia Insuela liegt zum Teil auf dem Gebiet der Gemeinde Caldebarcos.
- Der Strand von Boca do Rio bietet abwechslungsreiche Pfade für Wanderungen.
- Der geschützte Strand von Quilmas war einst Anlageplatz von normannischen Booten und von Piratenschiffen.

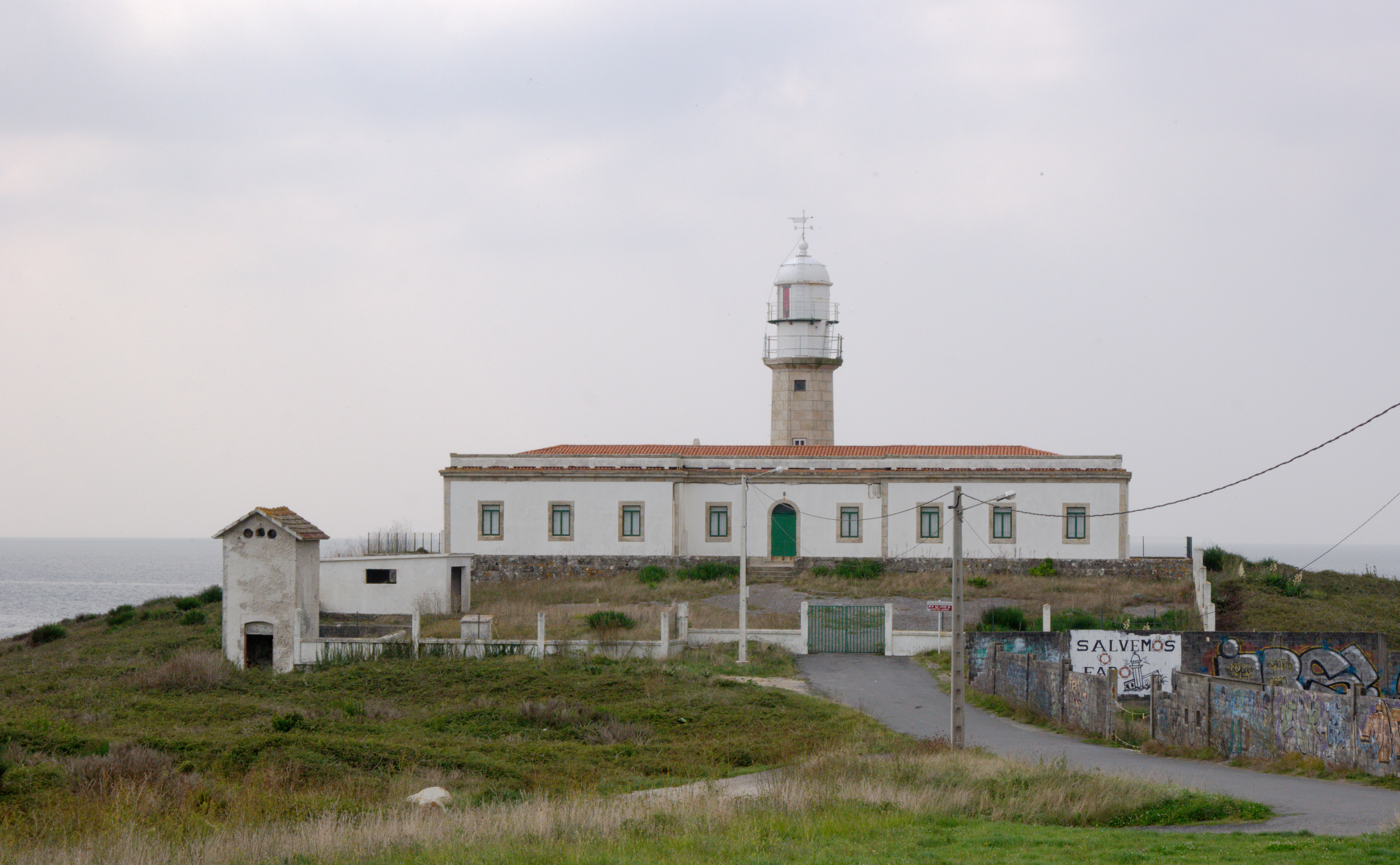
Leuchtturm von Lariño

- Der Strand von Lariño, dem Atlantik offen ausgesetzt, bietet Surfern und Bodyboardern eine starke Brandung. Der außer Betrieb gestellte Leuchtturm von Lariño ist dem Verfall anheimgegeben. Eine Bürgerinitiative setzt sich dafür ein, dass er erhalten bleibt.[9]
- Die Praia o Pindo, auch Praia de San Pedro genannt, liegt geschützt am Fuße des Berges Pindo.

## Feste
- In Carnota feiert man ausgiebig den Karneval vor dem Beginn der Fastenzeit. Man feiert mit reichhaltigen Mahlzeiten, bei denen viel Schweinefleisch und leckere Desserts verzehrt werden. Die Straßen sind gefüllt mit maskierten Menschen. Man veralbert die oberen sozialen Schichten, die Mächtigen und die Institutionen. Eine Strohpuppe namens Entruido oder Nicolas verkörpert den Karneval. Sie wird während der drei Tage in Prozessionen herumgetragen und am Schluss verbrannt. Mit einer Rede auf dem Hauptplatz der Gemeinde, in der Ereignisse der vergangenen 12 Monate Revue passieren, endet das traditionelle Fest.[10]
- Das Fest von San Xoán findet zur Sommersonnenwende statt. Die Sonne spielt eine fundamentale Rolle. Man tanzt in den Sonnenuntergang oder, einem populären Glauben  zufolge, in den Himmel. Neben der Sonne ist Wasser ein Schlüsselelement der Feier. Am Vorabend, dem 23. Juni, verlassen die Bewohner den Ort, gewappnet mit Behältern voller Wasser sowie aromatischer Kräuter und Früchte wie Johanniskraut, Fenchel, Zitrone und Rosmarin. Der Geruch soll das Böse vertreiben. Die Einwohner der Gemeinde treffen sich am Lagerfeuer, um die nachbarschaftlichen Beziehungen bei gegrillten Sardinen und Wein zu pflegen. Nach der Feier inszeniert die Jugend den Angriff des Bösen, indem sie Unordnung stiftet: Man entführt beispielsweise das Auto des Nachbarn, vernagelt dessen Türen, sodass er nicht aus dem Haus kann, verunziert die Bekanntmachungen der Betriebe. Am nächsten Morgen wird das Wasser verwendet, um die Seele zu reinigen und den Körper vor Krankheiten zu schützen.[10]
- Die verschiedenen Kirchen feiern jeweils ein Fest zu Ehren ihres Schutzpatrons.[10]